# Calling
Calling, o Calling: Kuroki Chakushin (CALLING～黒き着信～ lit. "Calling: Mensaje Oscuro"?) en Japón, es un videojuego de terror desarrollado y publicado por Hudson Soft exclusivamente para la Consola de Nintendo Wii. El juego fue lanzado en Japón en 19 de noviembre de 2009, En América del Norte en 9 de marzo de 2010 y en Europa en 19 de marzo de 2010.